# Nouvelle-Zélande aux Jeux paralympiques d'hiver de 2010
Cet article présente des informations sur la participation et les résultats de la Nouvelle-Zélande aux Jeux paralympiques d'hiver de 2010.

## Médailles

### Or
| Sport              | Discipline             | Sportifs  | Performance |
| Médailles d'or : 1 |                        |           |             |
| Ski alpin          | Slalom hommes - debout | Adam Hall |             |

### Argent
| Sport                  | Discipline | Sportifs | Performance |
| Médailles d'argent : 0 |            |          |             |

### Bronze
| Sport                   | Discipline | Sportifs | Performance |
| Médailles de bronze : 0 |            |          |             |

## Engagés par sport

### Ski alpin
Hommes
- Adam Hall
- Peter Williams